# Vossa Senhoria

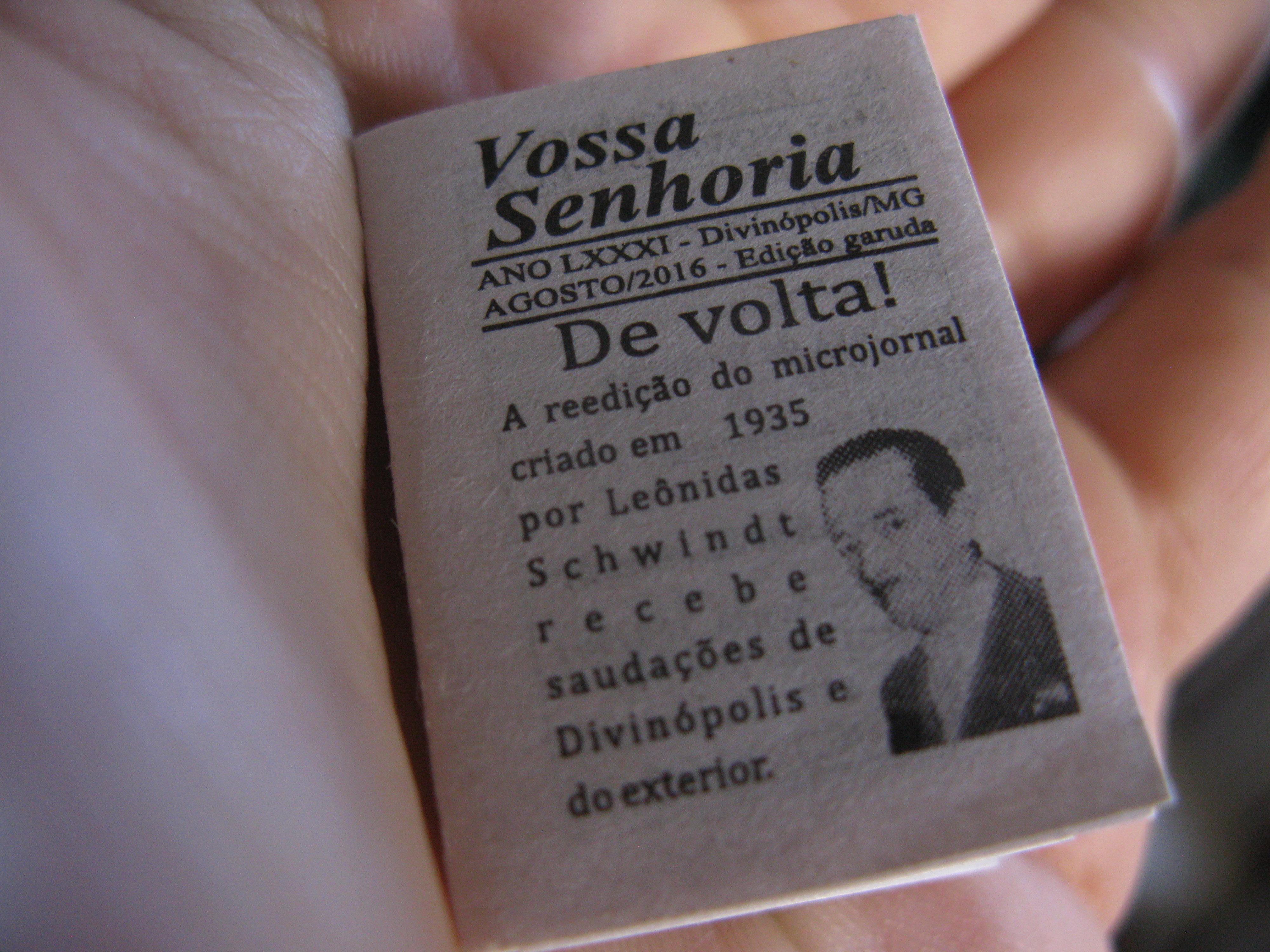
Aspecto do jornal Vossa Senhoria

Vossa Senhoria é o jornal brasileiro considerado como o menor jornal do mundo e mede 3,5 cm de altura e 2,5 cm de largura. Foi fundado pelo jornalista e gráfico Leônidas Schwindt em 18 de agosto de 1935, na cidade de Goiás, Estado de Goiás, e hoje é sediado na cidade mineira de Divinópolis. Foi reconhecido pelo livro Guinness World Records.
- Leônidas Schwindt (Uberlândia, 9 de janeiro de 1906 - Divinópolis, 9 de novembro de 1972).[1]